# Cratere Sikorsky
Sikorsky è un cratere lunare di 97,67 km situato nella parte sud-occidentale della faccia nascosta della Luna.